# 凯文·理查德森
凯文·理查德森（1971年10月3日—）是一位美國歌手、演员、作曲家和模特儿；以流行歌唱團體后街男孩中成員為最著名。理查德森在2015年4月10日與他的表弟布萊恩·萊特爾（Brian Littrell）和所屬團體后街男孩一起進入了肯塔基音樂名人堂。

## 早年经历
凱文·理查德森（Kevin Scott Richardson）出生於1971年10月3日的肯塔基州，母亲為列而星敦，安娜（néeLittrell），她是一位家庭主婦。至於父親杰拉德·韋恩·理查德森（Rerald Wayne Richardson）則是名外勤工人。凱文在家中排行最小，而后街男孩中的布萊恩·萊特爾（Brian Littrell）則是他的表親。
長大后，凱文住在一個10公頃的農場，他的父母和兩個哥哥（杰拉爾韋恩小姐和蒂姆），其中一位是名模特，9年，後來住在大教堂領地營的一個小木屋，一個他父親經營的教堂擁有的青年營，他曾在營地輔導員那里工作，遇到了他最好的朋友基思，並在營地的人才節目中經常到18歲。他的童年在戶外工作，4歲的時候騎馬。當他在學校裡一個孩子的時候，他喜歡騎馬，騎自行車，並被吸引到運動中，比如打小聯盟，導致他在高中踢足球，他的隊長叫Estill Engineers。他也得到了暱稱Train，因為他跑得像火車上的球員。他是愛爾蘭語 - 意大利語，英語，蘇格蘭語，德語和印度語。
理查德森自小就愛好音樂，9歲時開始學習彈鋼琴。他從小就是在教堂的唱詩班裡唱歌，是社团和高中戲劇团的一份子。他高中时期獲得了他的第一個鍵盤，竟在很短的時間，他就在餐廳弹奏了，並在一個叫做“天堂”樂隊的婚禮上做了表演，其中包括Bobby Brown和Journey。他也喜歡表演，參加學校戲劇，是學校戲劇团的成員，也是合唱团的成员。他的兩個最愛，表演和音樂中，後者贏了，他最爱唱歌。他也是國際象棋俱樂部的成員，並在肯塔基州的Estill縣中學參加了諸如Bye Bye Birdie和Barefoot等各種學校戲劇，被評為“最受歡迎”，“最佳穿著”，“最佳舞者” “最佳外觀”和“最佳視覺”。他也在很多天才演出，他和一個女同學唱了一個二重唱，並在一個他在鼓上的樂隊演奏。1991年8月26日，當凱文19歲時，父親与癌症抗战2年后往生。

## 个人生活
于2000年，理查森與Kristin Kay Willits結婚，她是舞蹈演員，演員，攝影師和模特兒。他們在迪斯尼世界工作時相遇。克里斯汀從“美女與野獸”中扮演百麗的角色。克里斯汀還在“后街男孩”中的一個最早的影片“我永遠不會讓妳心碎”(I’ll never break your heart)，並在1999年在美國音樂大獎的舞者之一。他們的參與，以及樂隊和表弟布萊恩·萊特雷爾到達萊昂·華萊士，宣布在2000年二月的MTV上，這對夫婦於2000年6月17日在肯塔基州東部的李縣大教堂地帶結婚。他們有兩個兒子：梅森·弗雷（Mason Frey）出生於2007年7月3日，麥克斯韋·哈aze（Maxwell Haze）誕生於2013年7月10日。